# Piața muncii (economie)
Piața muncii este spațiul economic în care se întâlnesc, se confruntă și negociază în mod liber cererea de forța de muncă, reprezentată de angajatori și oferta, reprezentată de posesorii de forță de muncă. Așadar, clientul de pe piața muncii este angajatorul care dispune de locuri de muncă, furnizorul este căutătorul de loc de muncă - salariatul, obiectul tranzacțional este forța de muncă, iar prețul este salariul complet, cunoscut și sub denumirea de fondul individual de salariu. Forța de muncă este oferită pe nivele de calificare (competențe) și unități de timp (ore, zile de muncă etc.)

## Legislație
Pe teritoriul României, Codul Muncii reglementează totalitatea raporturilor individuale și colective de muncă, modul în care se efectuează controlul aplicării reglementărilor din domeniul raporturilor de muncă, precum și jurisdicția muncii.